# Plata quemada
Plata quemada è un film del 2000 diretto da Marcelo Piñeyro, tratto dal romanzo Soldi bruciati di Ricardo Piglia.
Venne presentato al Festival di Venezia del 2000 e premiato con il Goya nel 2001.

## Trama
Il film racconta la storia di Ángel e Nene due criminali chiamati "I gemelli", a causa della loro somiglianza, compiendo le loro rapine nell'Argentina del 1965 e vivendo un'intensa quanto tragica storia d'amore fatta di passione e morte.

## Riconoscimenti
- 2001 - Premio Goya
  - Miglior film straniero in lingua spagnola